# Azartplein

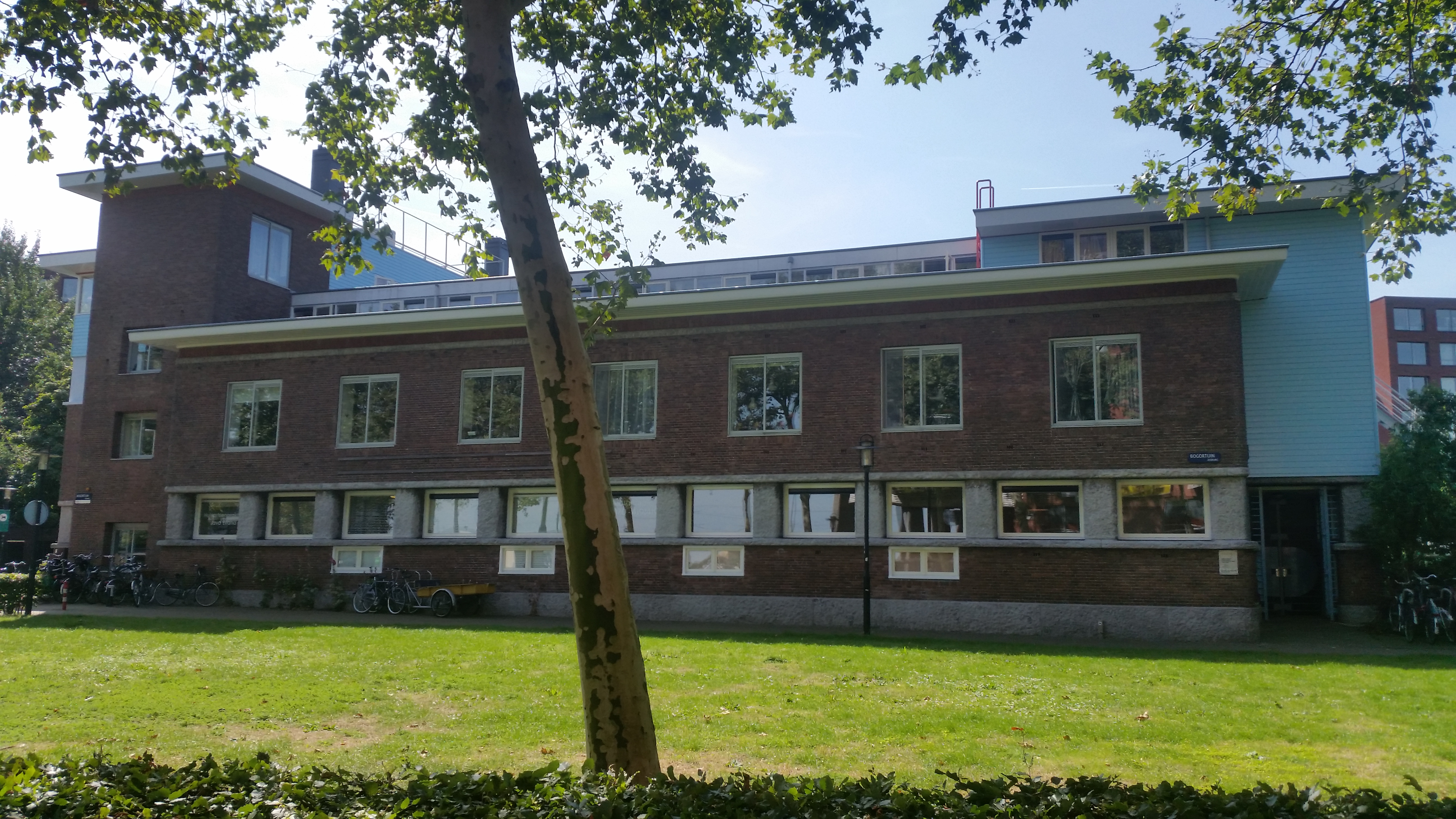
SHB-gebouw, zijgevel (augustus 2019)

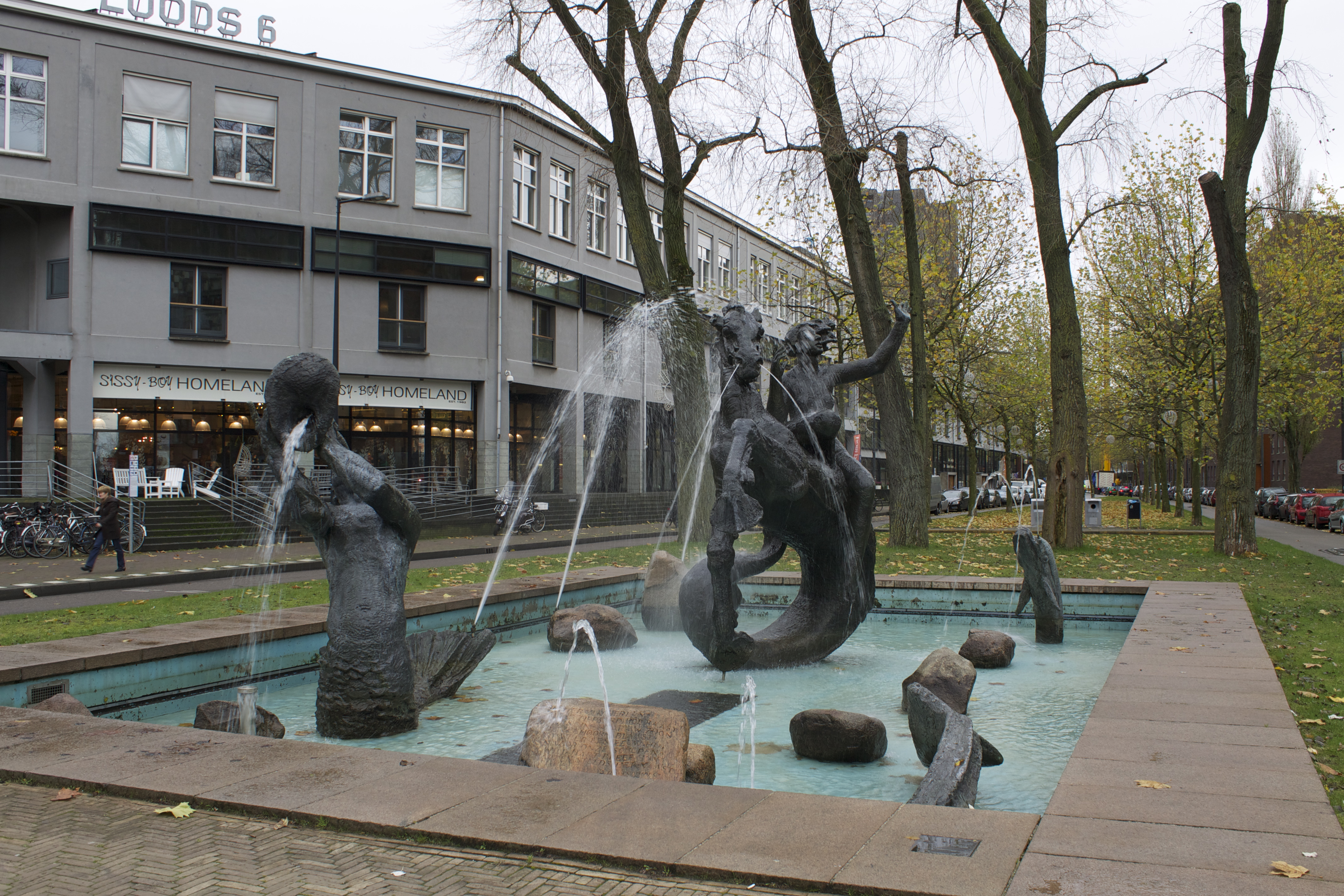
Amphitrite (2013)

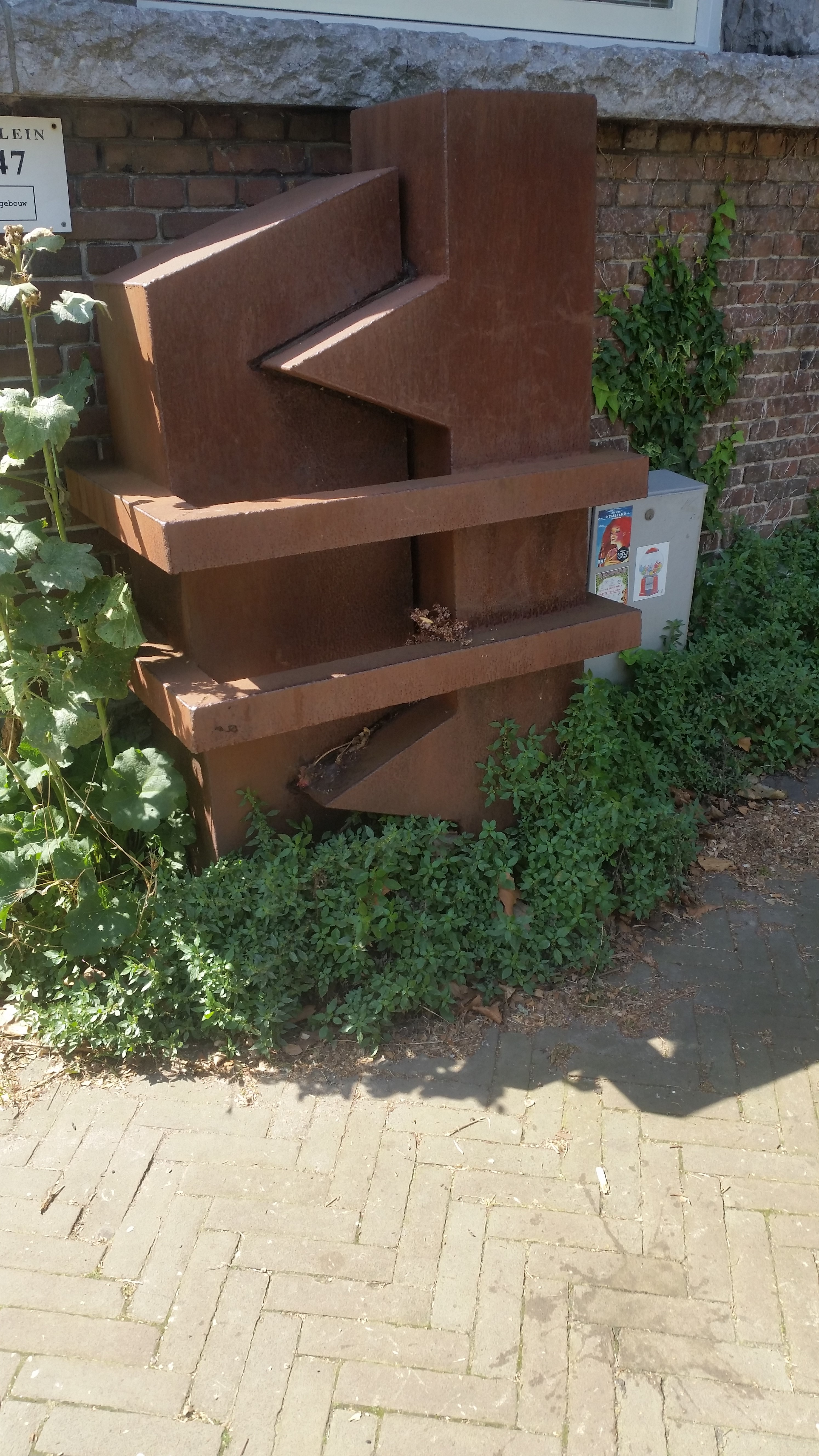
Beeld bij 1-47 (augustus 2019)

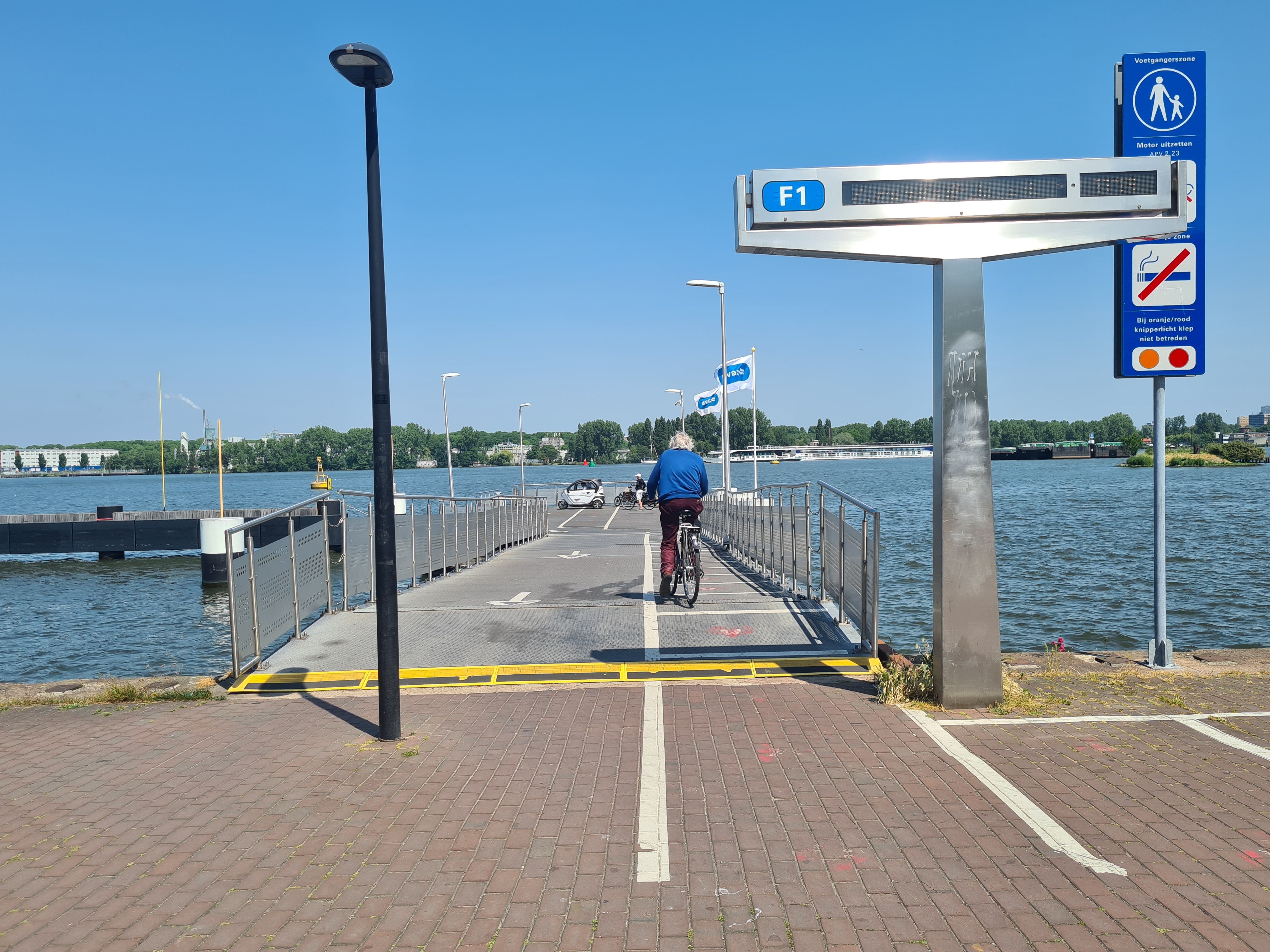
Steiger van de pont bij het Azartplein, grofweg de plek waar de nieuwe Oostbrug zal komen.

Het Azartplein is een plein in Amsterdam-Oost.

## Geschiedenis en ligging
Het plein vormt al sinds 1930 het scharnierpunt tussen het Java-eiland en het KNSM-eiland aan het IJ, in het (voormalig) Oostelijk Havengebied. Vanuit het zuiden werden deze twee “eilanden” met het vaste land verbonden door de Verbindingsdam. Het scharnierpunt was voornamelijk in gebruik voor de goederentreinen die hier af en aan reden om de goederen aangevoerd door de scheepvaartmaatschappijen af te voeren.
Het plein kreeg echter pas bijna negentig jaar later haar naam. Het plein werd per raadsbesluit van de stadsdeelraad Zeeburg op 23 maart 1994 vernoemd naar het zogenaamde ship of fools Azart. Dit rondvarende toneelpodium lag regelmatig aan de kade aangemeerd. Het plein droeg eerst die naam nog een tijd officieus.

## Gebouwen
Het plein kent slechts vier even huisnummers (2, 10, 12, 16) en oneven huisnummers oplopend van 1 tot en met 199. De oorspronkelijke gebouwen rondom deze open ruimte hadden te maken met de scheepvaart, zoals administratiegebouwen en depots. Toen het Oostelijke Havengebied een nieuwe bestemming als woongebied kreeg verdween een deel van die gebouwen. Ook de rails voor het goederenvervoer verdwenen. Aan de westzijde van het plein bleef het SHB-gebouw behouden. Het kreeg Woongebouw Wladiwostok als nieuwe buur.

### Azartplein 1-47
Een van de oorspronkelijke gebouwen dat is blijven staan is het gebouw met SHB op de voorgevel met voormalige adres Javakade 21. Hier was het kantoor gevestigd van de Samenwerkende Haven Bedrijven (SHB). Het is rond 1920 gebouwd naar ontwerp van de architecten J.W. Hanrath en D.F. Slothouwer in een gecombineerde stijl van een Goois landhuis en bouwwerken van Frank Lloyd Wright (horizontale gevelopbouw). De HAR (Haven Arbeids Reserve) en later SHB administreerde hier de niet bij een maatschappij aangesloten havenarbeiders uit een arbeidspool. Uit die arbeidspool konden mensen ingeschakeld worden als er een piek was in het aanbod van scheepsgoederen die overgeladen moesten worden. Het aanbod werd steeds wisselender, waardoor wel aangesloten mensen ook wel in de pool werden geschoven; het leverde een scheve verhouding op tussen "vast" en "los" personeel. Het oorspronkelijke gebouw werd opgetrokken uit donkere bak- en natuursteen, hetgeen het gebouw een streng uiterlijk gaf. Binnen was het licht door een geplaatste koepel. Die koepel verdween tijdens de Tweede Wereldoorlog toen de bezetter hier luchtafweergeschut plaatste. Dat verdween weer na de oorlog, maar de koepel kwam niet terug. Wel kreeg het gebouw een extra verdieping, hetgeen nog terug te zien is de kleurverschillen van de bakstenen. Vanwege terugloop in de scheepvaart en de verhuizing van de scheepvaartmaatschappijen naar het Westelijk Havengebied liep het havenwerk hier terug. Het gebouw kreeg te maken met achterstallig onderhoud en werd vanwege de leegstand gekraakt. Begin jaren tachtig werd het gebouw in gebruik genomen door een kunstenaarscollectief, het gebied rondom het plein kreeg meer van dat soort initiatieven. In januari/februari 1990 viel het dak van het gebouw ten prooi aan de stormen; het gebouw kwam in handen van de gemeente Amsterdam. Onder leiding van CASA Architecten met Koen Crabbendam werd het gebouw gerenoveerd en kwam volgens een aantal mensen de scheepvaart terug in het gebouw. De blauwgekleurde etage heeft in hun ogen de vorm van een scheepsbrug, waarbij de twee ronde raampjes eronder gezien worden als patrijspoorten. Bij de renovatie ging men uit van de vestiging van expositieruimten, maar er kwam een praktijkruimte en woningen.

### Wladiwostok
Wladiwostok is een bouwblok in hoefijzervorm met 72 huurwoningen (flats en maisonnettes; bij leegstand werden ze ook wel te koop aangeboden) en 13 bedrijfsruimten. De naam Wladiwostok (Beheers het oosten) verwijst deels naar een van de initiatiefnemers Woningbouwvereniging Het Oosten/Stadgenoot die samen met toekomstige bewoners (woonvereniging Wladiwostok) het gebouw liet ontwerpen door architect Jo Crepain. Daarbij ontstonden vaak tegengestelde belangen tussen woningbouwvereniging en bewoners, terug te voeren op financiën. Het werd het hoogste en breedste gebouw van het vernieuwde Java-eiland. Het werd rond 1994 gebouwd. De voorgevel buigt mee met de keerlus van de tram. In 1998 kreeg het de Pyramide Wonen-prijs. Rond 2014 werd het gehele dak bedekt met zonnepanelen.

## Kunst
- Uit 1956 dateert de beeldengroep met fontein Amphitrite van Albert Termote, oorspronkelijk geplaatst in wat later het Mien Ruysplantsoen zou gaan heten. Na het vertrek van de KNSM werd het in 1980 verwijderd en opgeslagen. Na enige omzwervingen en na restauratie werd het op 16 mei 2009 opnieuw onthuld in een vijver in de middenberm van de KNSM-laan, grenzend aan de oostzijde van het Azartplein.
- Aan de voorzijde van het gebouw Azartplein 1-47 staat een cortenstalen sculptuur. Wanneer het beeld geplaatst is, is onbekend (het is te zien op een foto uit 1991), ook de kunstenaar is onbekend.[3]

## Openbaar vervoer
Sinds 22 juli 2018 is het Azartplein het eindpunt van tramlijn 7. Van 2004 tot 2018 was dit het eindpunt van lijn 10. Ook bussen van het Amsterdamse vervoerbedrijf GVB stoppen op het plein. Sinds 15 maart 2014 vaart vanaf het plein het Oostveer naar de Zamenhofstraat aan de noordzijde van het IJ.

## Brug naar Noord
In 2020 werd bekend dat het Azartplein werd gezien als de locatie voor de bouw van een nieuwe fiets- en voetgangersbrug over het IJ naar Amsterdam-Noord. Eerder was de locatie voor deze brug gepland op de kop van het Java-eiland, maar een commissie onder leiding van de Belgische hoogleraar D'Hooghe adviseerde de brug van het Azartplein richting de Johan van Hasseltweg te laten lopen. Begin 2021 werd dit advies overgenomen door het stadsbestuur. In mei 2024 werden de plannen definitief door een reservering van 120 miljoen euro, bovenop een eerder gereserveerd bedrag van 100 miljoen euro. De verwachte opleveringsdatum is in 2034.
In juli 2024 bleek dat de gemeente Amsterdam en de Vervoerregio Amsterdam beiden 150 miljoen euro willen bijdragen, dat is ieder de helft van de in 2023 begrote 300 miljoen euro.